# أندي بلات
أندي بلات (بالإنجليزية: Andy Platt)‏ هو لاعب دوري الرغبي نيوزيلندي، ولد في 9 أكتوبر 1963 في Billinge, Merseyside ‏ في المملكة المتحدة.